# 羅卡韋鎮區 (新澤西州)
羅卡韋鎮區（英語：Rockaway Township）是位於美國新澤西州摩里斯縣的一個鎮區。

## 地方資料
羅卡韋鎮區的面積為118.85平方千米，當中陸地面積為108.09平方千米，而水域面積為10.77平方千米。根據2020年美國人口普查的數據，當地共有人口25341人，而人口密度為每平方千米213.22人。